# Малый Каным
Малый Каным — гора, вершина (абсолютная высота −1507 м, 54° 25' сш 88° 45 вд) хребта Сарга (водораздельный хребет Кузнецкого Алатау), на территории Орджоникидзевского района Хакасии, в верховьях рек Чёрный Июс и Чёрная Уса, на границе Республики Хакасия и Кемеровской области.
Склоны покрыты темнохвойной тайгой, вершина занята кустарничковой каменистой тундрой. На юго-восточном склоне вершины горы расположено каровое озеро. На северном северо-восточном и восточном склонах вершина горы покрыта многолетними снежниками.
Одна из вершин называется Ханым Тасхыл (Царский голец). Согласно местным легендам, здесь покоится прославленный князь Чайзан-Силиг-оол воевавший с казаками Кузнецкого острога.